# Eva Valley
Eva Valley – osada w Australii na obszarze Terytorium Północnego, położona w pobliżu parku narodowego Litchfield, w odległości 10 km na południe od miejscowości Batchelor i 108 km od Darwin.